# Zurdera

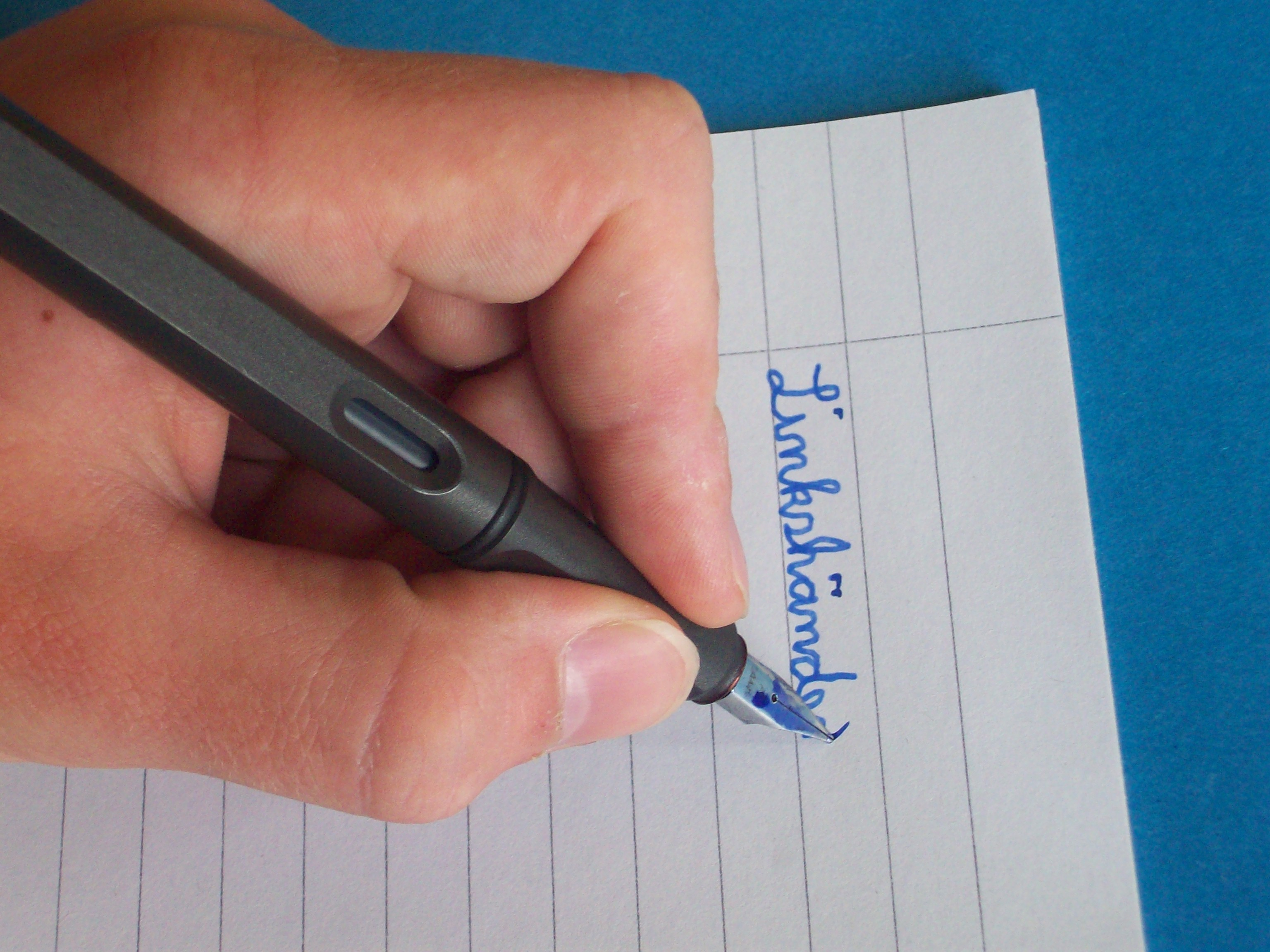
Un zurdo usa principalmente su mano izquierda para escribir, coser, agarrar cosas, etc.

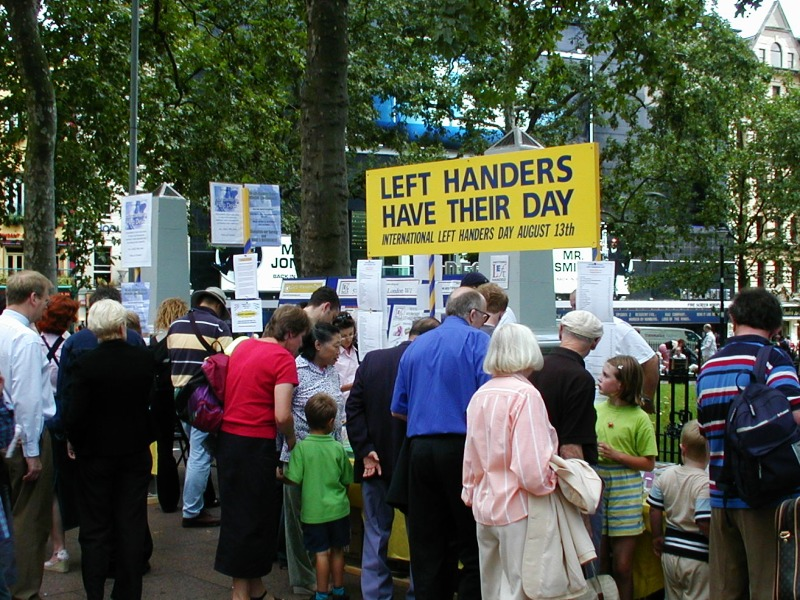
El dia internacional de la zurdera se festeja el 13 de agosto.

Los zurdos son las personas que asimilan tendencia natural o utilizan preferentemente el lado izquierdo de su cuerpo, situación observable en sus extremidades. Es un fenotipo minoritario de la especie humana. Las personas que usan preferentemente la mano derecha son diestras, mientras que las que usan indistintamente las dos manos o piernas son ambidiestras (o ambidextras).

## Demografía
Los zurdos naturales están presentes en todas las poblaciones del globo. Aproximadamente entre un 8 y un 13 % de la población mundial es zurda. Los estudios indican que el fenómeno es más común en los varones que en las mujeres. Hay más zurdos varones (13 %) que mujeres (9 %), sin que se sepa la causa.
En un estudio que se hizo con mujeres embarazadas, a cuyos fetos se les estudiaba para ver, entre otras cosas, con qué mano se desenvolvían mejor (movimientos propios de la gestación, como pudiese ser el de acercarse el pulgar a la boca), sorprendentemente se mantienen los porcentajes anteriores (alrededor de un 10 % de los bebés eran zurdos).
El porcentaje de niños zurdos procedentes de nacimientos múltiples, los de gemelos por ejemplo, es mucho mayor. También es más probable que sean zurdos los individuos de varios grupos con desórdenes neuronales, personas que padecen epilepsia, síndrome de Down, autismo, otras formas de discapacidad intelectual, dislexia, etcétera. Estadísticamente, el gemelo idéntico de un zurdo, tiene un 76 % de probabilidades de ser zurdo, por causas en parte genéticas y en parte ambientales. También entre la gente del sur de Asia, Europa del Este, y descendientes de gente del Sudeste Asiático, hay más zurdos que entre ningún otro grupo étnico del mundo, mientras que entre los descendientes de gente de Europa Occidental, Europa del Norte, y África hay menos zurdos.

## Fisiología

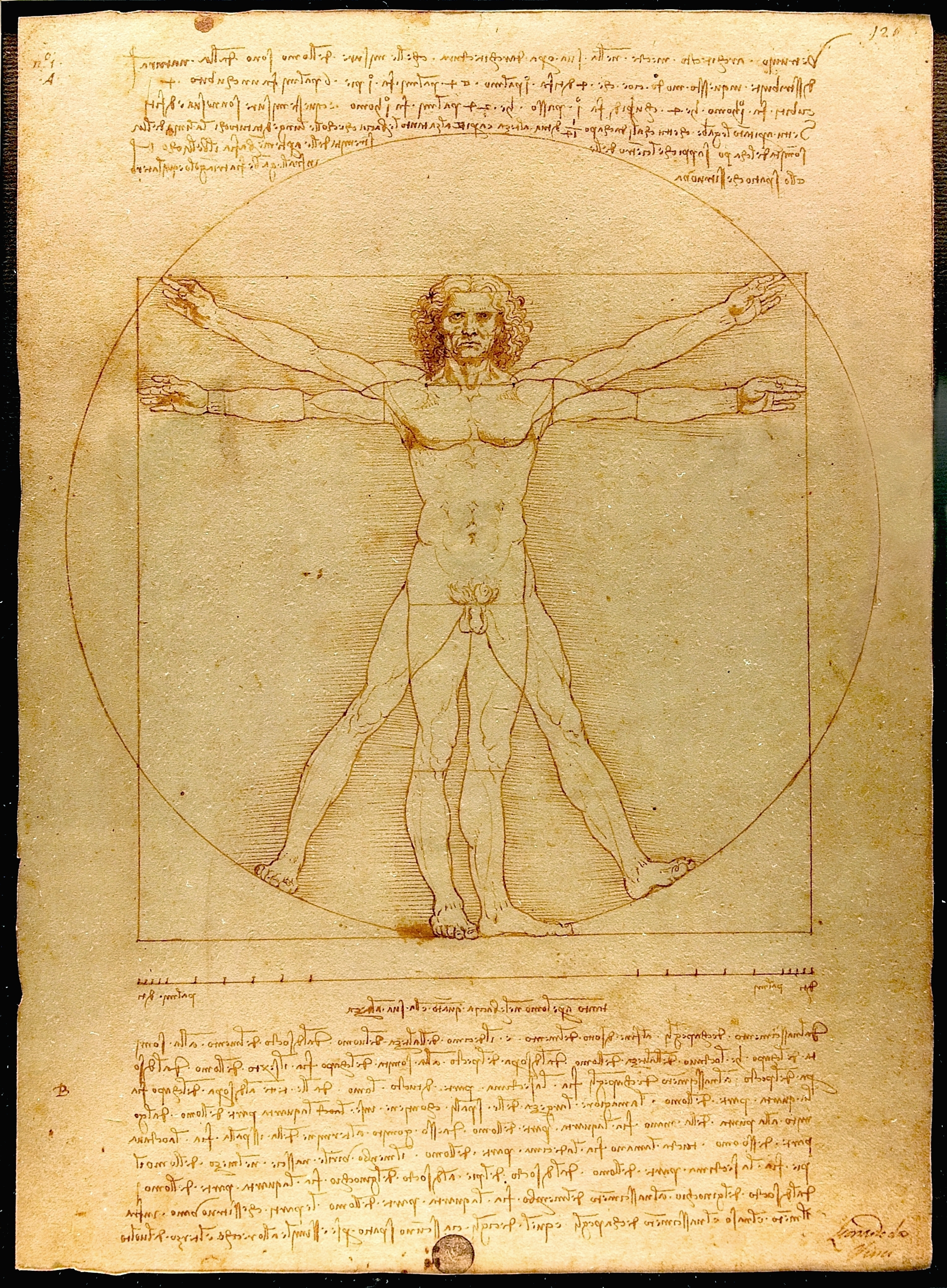
Las notas en el Hombre de Vitruvio de Leonardo da Vinci están en escritura especular.

Esta tendencia de los zurdos corresponde a una lateralización simétrica del cerebro y se acompaña entonces de una dominancia del hemisferio derecho en esta función, en alrededor de un poco más de la mitad de los zurdos. Ser zurdo es un fenotipo que refleja que la dominancia cerebral del individuo está asociada a su hemisferio cerebral derecho. El cerebro controla el cuerpo de un modo cruzado y casi siempre el hemisferio izquierdo es el dominante. Esto es cierto en los diestros en un alto porcentaje, pero en los zurdos no. Las personas diestras tienden a mostrar una dominancia por parte del hemisferio cerebral izquierdo, mientras que los zurdos y ambidiestros, pueden presentar dominancia cerebral izquierda o derecha. Esto puede deberse a que la dominancia cerebral y ocular suele ser cruzada, mientras que la dominancia cerebral y la lateralidad manual puede ser homogénea o no, por lo que los resultados se resuelven de esa forma cuando se toma la lateralidad manual como referencia, mientras que podrían ser muy diferentes y más coherentes (o quizás no) si se utilizara la lateralidad ocular con respecto a la dominancia cerebral para establecer y denominar el tipo de lateralidad como diestra o zurda.
Se habla de zurdo homogéneo si la lateralidad se corresponde con otros órganos, como el oído, el ojo, fosa nasal y la pierna, pues en el caso contrario se habla de zurdo parcial, o zurdo cruzado que es el que tiene lateralidad cruzada.
Son muchos los zurdos célebres, y se ha descubierto que, en algunas circunstancias, el hemisferio cerebral derecho, que está asociado a la parte izquierda del cuerpo, está asociado a la creatividad y a la genialidad en ciertos aspectos. Muchos pintores famosos fueron zurdos. Por ejemplo Leonardo da Vinci, que escribía de derecha a izquierda y empezando por la última página usando la escritura especular. En los deportes, el ser zurdo puede ser ventajoso en algunos casos, como lo puede ser en ciertas situaciones como en el béisbol y en el boxeo, y parece ser incluso determinante, llegando a aparecer casos en los que se entrena (se fuerza) la lateralidad para obtener ciertas ventajas con respecto al rival y en ciertos aspectos de la velocidad de procesamiento de la información visual y del juego en sí, fundamentalmente en deportes donde la velocidad del objeto es muy elevada (ejemplo del Tenis y el Bádminton).
Casos particulares ocurren en los músicos, por ejemplo, un pianista normalmente utiliza la mano derecha para la melodía y la izquierda al acompañamiento, hecho que provoca que incluso un zurdo pierda zurdera.

## Hipótesis sobre las causas
Se conoce que el gen LRRMT1 y el PCSK6, modifican el desarrollo de la asimetría en los organismos, produciendo una inversión de la dominancia física en los individuos que lo poseen. Asimismo, factores individuales intervienen en la dominancia lateral en otros individuos. Por ello, este listado no se debe considerar concluyentes como la causa principal de la zurdera (por eso son hipótesis):
- Genética: El individuo desarrolla más su hemisferio derecho por herencia. Un grupo de investigadores de la Universidad de Oxford descubrió, en agosto de 2007, que el gen LRRTM1 (que codifica el desarrollo de la asimetría en el cerebro) estaría también involucrado para que una persona sea zurda[12] Igualmente se ha descubierto en 2013 que el gen PCSK6, que se conoce que está implicado en el establecimiento temprano de la lateralidad en los embriones en desarrollo, presenta una variante genética que estaría igualmente involucrada además en la preferencia por usar la mano izquierda o la derecha.[13]
- Incapacidad a largo plazo de la mano derecha: algunos estudios muestran que gente con grandes problemas en la mano derecha son más susceptibles a llegar a ser zurdos, incluso después de recuperarse de la mano derecha. Este daño debe durar al menos seis meses para la adaptación del individuo a usar la mano izquierda.
- Testosterona: Un alto nivel de la hormona masculina, testosterona, en estado prenatal podría predisponer al desarrollo de un sujeto zurdo, según uno de los estudios incluidos en el I Congreso Español de Psicobiología celebrado en la facultad de Psicología de la Universidad de Oviedo. Otra teoría dice que la exposición a altas dosis de testosterona antes del nacimiento puede inducir a la zurdera. La abundancia de testosterona, que suele ser mucho mayor en los hombres que en las mujeres, provocaría que haya más varones zurdos.
- Ultrasonidos: una idea popular es que los escáneres por ultrasonidos pueden afectar al cerebro del niño no nacido, causando que en mayor número desarrollen una personalidad zurda en comparación a los que no reciben ultrasonidos. Probablemente esto se basa en pocos estudios realizados[14][15] en los que se ha analizado si existe esta relación. En uno de ellos su autor dice: […] encontramos una posible asociación entre la ultrasonografía de rutina, un útero y la preferencia subsecuente por una mano que no es la derecha en niños de primaria. Sin embargo, más adelante en el mismo artículo los autores afirman:

«Así pues, la asociación... podría deberse al azar...» y «El resultado no fue significativo, lo que sugiere que el estudio no había tenido suficiente poder estadístico para resolver la relación entre la ultrasonografía y el lado que posteriormente predominaría en el niño».

- Teoría de la evolución de la asimetría: considera que la zurdera como una adaptación al entorno inestable. También se relaciona fuertemente con la mano dominante/dominancia hemisférica, similar a la relación de fenotipo y genotipo. El niño nace con la dominancia del hemisferio derecho o izquierdo (de la misma manera, ya que hereda su genotipo), pero la dominancia manual se desarrolla durante el embarazo (como el fenotipo se desarrolla durante el ciclo de vida).

En un embrión de mano izquierda es controlada por el hemisferio dominante, la derecha más antigua (biológica). Bajo condiciones óptimas, tarde o temprano, el hemisferio izquierdo, inevitablemente, se pondría al día con el derecho y lo superase. Como resultado, la dominación se desplaza desde la derecha en el hemisferio izquierdo y el de la izquierda a la mano derecha. Este escenario crea la todavía norma en la población: hemisferio dominante izquierdo controla la mano derecha dominante.
Condiciones extremas (estrés ambiental y psicológica de la madre), la hipoxia crea y suprime el hemisferio derecho más sensible del embrión. Dicha inhibición del hemisferio derecho, lleva al hecho de que solo el hemisferio, pero no la mano dominante se desplace y el embrión se convierte en zurdo con el dominio del cerebro izquierdo. El alto porcentaje de zurdos entre los gemelos y los bebés prematuros (que no puede atribuirse a las lesiones mecánicas del cerebro en el útero o durante el nacimiento) confirma la hipótesis de la hipoxia fetal. La teoría de la asimetría está estrechamente vinculada con la teoría evolutiva del sexo y ofrece consistentes explicaciones acerca de la asimetría del cerebro, manos y otros órganos pares.
- Cultura: la causa a la que quizá pueda deberse el desarrollo de una parte del cuerpo más que la otra puede ser la cultura, ya que se ha demostrado que la lateralidad de órganos que no se pueden controlar con facilidad, como el ojo, se distribuye de forma más o menos equitativa en la población.
- Desarrollo geográfico: Un varillaje podría ser que nuestros antepasados desarrollaron una gran habilidad de lanzar objetos, frente a otros homínidos. Nuestro primo más cercano, el chimpancé solamente puede producir lanzamientos a un tercio de la velocidad que alcanzaría un humano.[16] Y su relación de zurdos es del 33 % en comparación con el 10 % en humanos.[17] Por otro lado, un 90 % de la población mundial vive actualmente en el hemisferio norte. En esa mitad del planeta, la luz solar proviene mayoritariamente del sur, lo cual, podría haber contribuido a la desproporcionada relación de diestros y zurdos. La causa es a una presunta desventaja en la caza de frente a un oponente contra el sol, un pequeño efecto Coriolis tiende a dar preferencia «¿Por qué?» para ser «diestro» en cientos de miles de años.[cita requerida] Sin embargo, un cálculo de la magnitud del efecto Coriolis, frente a otros factores ambientales parece descartar esta posibilidad.

## Inteligencia y creatividad
Una creencia sugiere que los zurdos son más inteligentes o creativos que los diestros, aunque hay un debate sin resolver dentro de la comunidad científica sobre cómo relacionar la inteligencia con la creatividad. Algunos estudios han demostrado que existe una pequeña correlación entre los zurdos y la creatividad-inteligencia. Esto pudiera deberse al hábito desde temprana edad de adaptar y crear recursos para uso personal, y no poderse valer de obras para diestros, además del desarrollo del hemisferio derecho, que se conoce como el hemisferio creativo e intuitivo.
En su libro Right-Hand, Left-Hand, Chris McManus, del University College de Londres, arguye que la proporción de zurdos está en alza, y sostiene que el colectivo zurdo ha producido históricamente una cuota por encima de la media de grandes triunfadores. Dice que sus cerebros están estructurados de manera diferente, de modo que extiende su abanico de posibilidades, y que los genes que determinan la condición de zurdera también gobiernan el desarrollo de los centros del lenguaje.
McManus basa su aseveración sobre el florecimiento numérico de los zurdos a nuevos descubrimientos en el porcentaje entre zurdos y diestros en la Edad Media en Gran Bretaña, y sugiere que se debe a que los zurdos eran severamente discriminados e incluso golpeados entre los siglos XVIII y XIX, y en su edad adulta tenían menos posibilidades de casarse y de reproducirse, fenómeno que declinó en el siglo XX, lo que permitió a su vez que los zurdos no tuvieran que convertirse en pseudo-diestros. Además, indica, la elevación de la edad de maternidad en las mujeres ayudó en el proceso, ya que, estadísticamente, es más probable que las madres de mayor edad tengan hijos zurdos.
McManus asegura que este incremento podría producir un avance correspondiente intelectual, y un salto en el número de matemáticos, deportistas, o genios artísticos.
Desgraciadamente, tienden a sobre-representarse en ambos extremos de la escala intelectual, y así como genios, el grupo también produce un número desproporcionadamente alto de zurdos con problemas de aprendizaje. Hay sugerencias de la relación entre la zurdera y la dislexia, tartamudeo, y autismo del niño, entre otras discapacidades.
En 2006, investigadores del Lafayette College y la Universidad Johns Hopkins en un estudio encontraron que los alumnos varones zurdos eran un 15 % más ricos que los diestros, y los graduados zurdos hasta un 26 %.
Tanto como posibles ventajas intelectuales, el ser zurdo también trae consigo otras, incluyendo:
- División del hemisferio del cerebro del trabajo: La premisa de esta teoría es que puesto que el habla y el trabajo manual requieren habilidades finas, tener un hemisferio del cerebro para ambas actividades sería más eficiente que tenerlo compartido.
- En combates de mano-a-mano: los zurdos cuentan con un factor sorpresa, puesto que la mayoría de la población es diestra.[10]

## Zurdos que «desaparecen»
Las estadísticas muestran que entre la gente mayor hay menos zurdos, es decir, los porcentajes de zurdos caen bruscamente con la edad. En Estados Unidos, el 12 % de la población que tiene 20 años de edad es zurdo, mientras que solamente el 5 % de la gente de 50 años lo es, y, en el caso de gente de 80 años, el porcentaje cae al 1 %.
El estudio El misterio de la muerte temprana de los zurdos (The Left-handers Early Death Mystery), publicado en 1991, afirmaba que estas estadísticas indicaban que los zurdos tienen una esperanza de vida 9 años menor y explicaba este desenlace por la mayor mortandad de accidentes a causa de su «dolencia».
Los investigadores atribuyen ahora la mayor parte de la diferencia entre grupos de edad al hecho de que la gente más anciana ha experimentado más presión para cambiar de mano, un factor que no afecta a las generaciones más jóvenes. Esto se ve corroborado por el hecho de que más mujeres que varones cambiaron de mano,[cita requerida] y las mujeres, en promedio, tienen una vida más larga que los varones.
Sin embargo, estos razonamientos no pueden explicar todas las variaciones, y en el caso de los deportistas, los llamados disappearing southpaws, permanece el misterio. Otra teoría es que algunos zurdos cambian de mano debido al «conformismo» resultante de un «imperativo biológico». También se ha sugerido que el porcentaje de niños que nacen zurdos está incrementándose.
En el Reino Unido, alrededor del 11 % de la población de entre 15 y 24 años son zurdos, comparados con el 3 % entre 55 y 64 años.
En Francia, en 2005, una encuesta dirigida por un médico y realizada por el sitio de Internet Lesgauchers.com, con la colaboración de centros escolares situados en diversas regiones, concluyó que hoy en día un 12,7 % de los franceses son zurdos, es decir, unas 8 000 000 personas de las cuales un 60 % son varones y un 40 % mujeres.

## Consideraciones culturales y discriminación

Diagrama de lectura de un manga. Los paneles y las páginas suelen leerse de derecha a izquierda, al igual que la escritura tradicional japonesa.

Los zurdos están constantemente en desventaja en la sociedad. Casi todos los utensilios, las herramientas y diseños (interfaz de programas, bailes, judo, karate, etc.) son para diestros. Los modelos para zurdos son raros, y deben ser pedidos expresamente. Como la mayoría de las personas son diestras, los inventos prácticos son diseñados para su utilización con la mano derecha. Muchas personas zurdas tienen dificultad para adaptarse a un mundo en donde todo está al revés, viéndolo desde el punto de vista del zurdo. Es por eso que una persona zurda tiene más posibilidad de cometer algún error que le pueda causar un accidente.

### Herramientas y destrezas inaccesibles

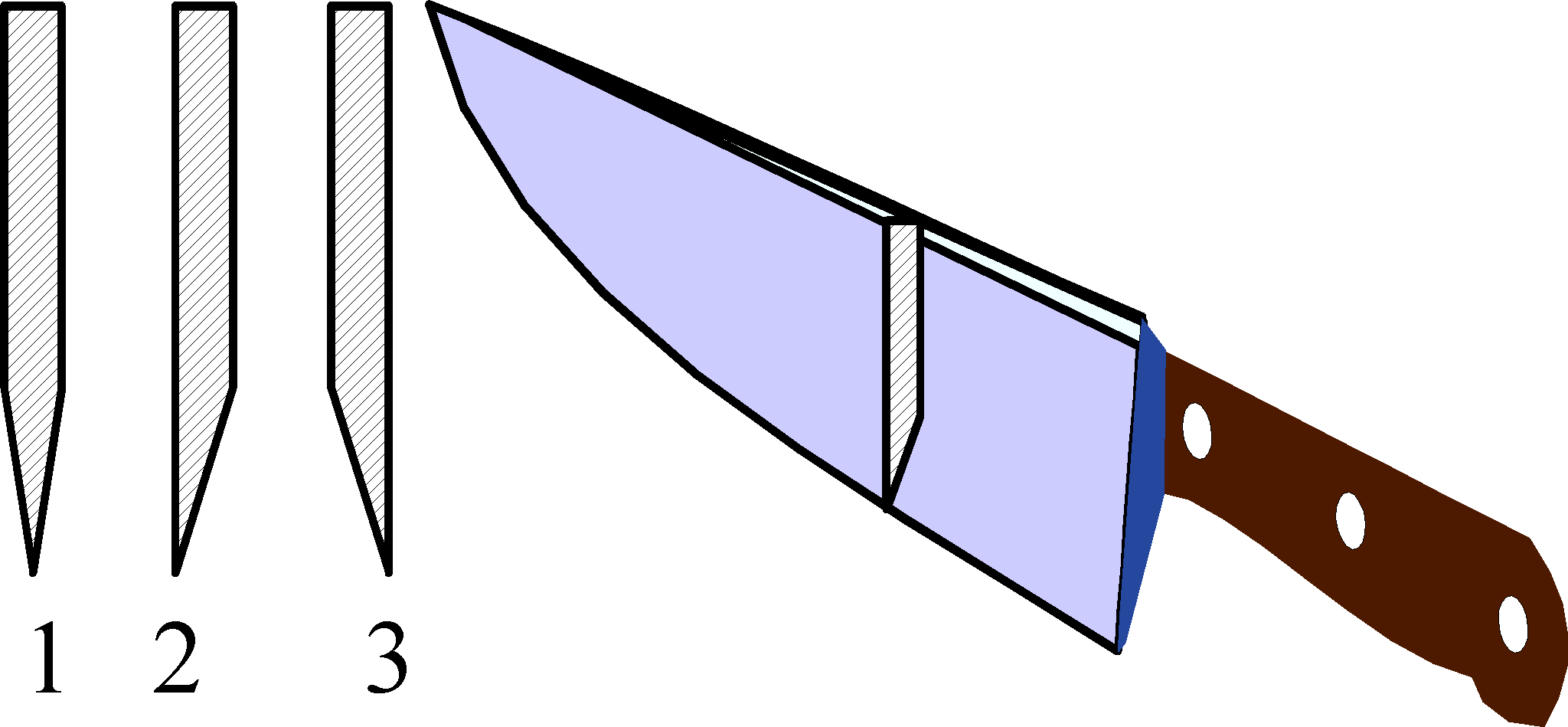
Cuchillos de cocina simétrico (1), para la mano derecha (2) y para la mano izquierda (3).

Los instrumentos musicales, las tijeras, los abrelatas, las pruebas de personalidad, el carrete de la caña de pescar, la posición de los controles en los aparatos... incluso con un cuchillo se corta mejor si se empuña con la mano derecha. Mientras que los cuchillos europeos tienen el filo simétrico, los japoneses lo presentan al costado, con ángulos de entre 70 y 30 grados en el promedio de cuchillos de chef, y de entre 90 y 10 para los profesionales de sushi.
El problema, obviado por muchos años, causa incomodidad, dificultad, desventaja, frustración y a veces peligro para los zurdos. La sociedad de consumo, cada vez más competitiva, y los avances ergonómicos disminuyen paulatinamente el problema, y paralelamente producen un mercado para zurdos y personas con discapacidades.
Hoy los zurdos tienen cuadernos especiales, plumas de escribir, reglas, sacapuntas, tijeras, sacacorchos (con la espiral al revés), barajas (con números en las cuatro esquinas), relojes (cuyas agujas giran en el sentido contrario a las agujas del reloj), pianos, teclados de ordenador, guantes de béisbol, cámaras de fotos, palos de golf, guitarras, cubiertos, coches (se está viendo la posibilidad de crearlos, tanto para los que conducen por la derecha, como para los que conducen por la izquierda), etc. Las consolas de videojuegos como PSP y Nintendo DS traen una predisposición del teclado más favorable a ser usada con la mano izquierda.[cita requerida]
Con todo, un operario o un profesional zurdo sigue en desventaja, incluso por la forma de ordenar las cosas, y tendrá que adaptarse al uso y disposición de los compañeros diestros. La vivienda y la forma de sentir de un zurdo son distintas.

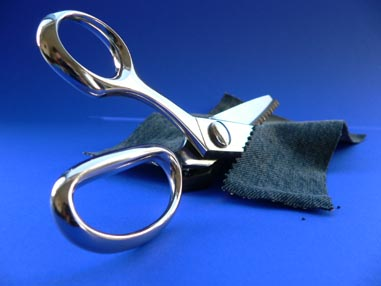
Tijeras para la mano izquierda.

Ejemplos: cuando un zurdo va a un sitio público, encuentra que los bolígrafos se ponen con una cadena al lado derecho y no alcanzan a escribir; o en algunas ocasiones durante un examen, las sillas llevan un pupitre incorporado, pero solo para diestros; las tijeras, una herramienta muy común, están conformadas de tal manera que la línea a cortar puede ser vista por un diestro, pero no por un zurdo, y sus ojetes están moldeados de modo que es muy difícil para un zurdo sujetarlas, y un uso continuado le produce un dolor severo. El ratón de muchos ordenadores está hecho y configurado, algunas veces, para sostenerlo solo con la mano derecha. Las reglas y las reglas para entintar están diseñadas de manera que fuerzan a los zurdos, para no emborronar los dibujos con la tinta, a medir y trabajar con ellas del revés, con la parte de arriba hacia abajo, viendo las medidas invertidas como en un espejo, y eso solo si la regla es transparente. Los lápices y bolígrafos, la forma de escribir para los occidentales, cuando escriben con la mano izquierda, no pueden leer sus inscripciones fácilmente, porque tapan lo que escriben con su mano izquierda con la que agarran el lápiz o el bolígrafo. En las sierras y cepillos eléctricos, si los empuñan con la mano izquierda, el botón de seguridad no está a su alcance y en cambio la viruta va directamente a su cara. Las armas largas de fuego, expulsan las vainas y gases calientes por su costado derecho, directamente a la cara si se disparan con la izquierda. [cita requerida]
Otra situación que podría constituir un verdadero desafío para un zurdo es el de conducir un automóvil, especialmente el de transmisión manual donde se conduce por la derecha (con el volante a la izquierda). Viceversa, se facilitaría un poco más dada la ubicación de la palanca de cambios, así como también el sentido de las marchas y la orientación de los pedales. Sin embargo, estas dificultades son equivalentes a las de un diestro en países con conducción por la izquierda, como el Reino Unido.

### Amanuencia

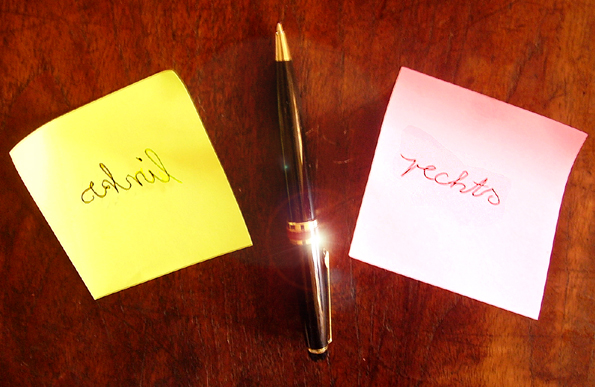
Particularidades al escribir con la mano izquierda (en alemán links, 'izquierdo', escrito del revés, y rechts, 'derecha', del derecho).

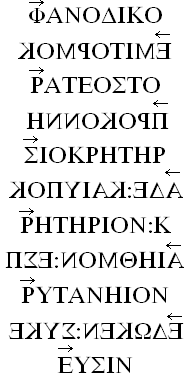
Antiguo texto griego escrito en bustrofedon.

La escritura es difícil de aprender para los niños zurdos, además, usualmente los profesores prefieren que escriban con la derecha. Esto es porque la escritura con la mano izquierda es una imagen invertida (escritura especular, como en un espejo) a la diestra, haciendo el proceso de aprendizaje confuso para estudiantes zurdos. El resultado es que la mayoría de los niños zurdos escribe con la mano torcida con respecto al antebrazo, en vez de simplemente inclinar el papel o ponerlo al otro lado del cuerpo. De este modo la mano va cubriendo la tinta fresca, forzando al que escribe a levantarla del papel y haciendo la sujeción aún más incómoda. Se emborrona y mancha además los dedos, el canto de la mano y el puño de la manga. Cuando la mano izquierda se coloca correctamente, está por debajo la escritura. Los diestros van apartando la mano de lo escrito con su avance al escribir, y cuando llegan a la línea siguiente han pasado unos segundos que le han dado tiempo a secar a la tinta.[cita requerida]
Es por esto que muchos niños zurdos se creen que escriben mal porque dejan la página sucia dado que arrastran inevitablemente con la mano la tinta del rotulador o bolígrafo.
A los zurdos que escriben en árabe y hebreo les es más fácil, porque en esas lenguas se escribe hacia la izquierda, evitando que los zurdos pongan la mano sobre la tinta de lo escrito como sucede en idiomas de escritura hacia la derecha. Como curiosidad, es interesante ver que Leonardo da Vinci escribió sus cuadernos y códices usando la escritura especular, de derecha a izquierda; o que los sistemas de escritura en bustrofedon van alternando la amanuencia de izquierda a derecha y de derecha a izquierda.

### Estigmatización cultural
Como todo rasgo particular, albinismo, enanismo, etc., la zurdera desde la antigüedad ha alimentado (a los diestros) numerosas supersticiones y por extensión ha entrañado persecuciones[cita requerida] a lo largo de la historia, ser zurdo ha sido considerado algo negativo para los diestros; la palabra latina sinister quería decir ‘izquierda’; precisamente la palabra «siniestro», que también significa ‘zurdo’ («a diestra y siniestra») tiene unas connotaciones negativas que todo el mundo conoce. A los niños zurdos se les ataba la mano izquierda a la espalda para que aprendieran a escribir con la derecha. Se habla así, en Francia y España, de «zurdo contrariado» para calificar a un individuo naturalmente zurdo, pero que se le ha constreñido a volverse diestro.
Se puede también constar que el hecho de ser zurdo siempre ha sido visto como una particularidad notable, «Zurdo» ha llegado a ser un nombre propio, contrariamente a «Derecho», lo que prueba que se trata de un rasgo marcado de estas personas.
En la antigua China, el izquierdo era el lado «malo». El adjetivo «zurdo» (en chino mandarín: 左, zuo) significa 'impropio' o 'desacuerdo'. Por ejemplo, la frase «sendero izquierdo» (左道, zuodao) se usa para cosas ilegales o inmorales. En algunas partes de China, aún hay adultos zurdos que recuerdan con amargura el sufrimiento por su «crimen» y el consiguiente castigo traumático por no aprender a ser diestro, tanto en la escuela primaria como secundaria.[cita requerida] En noruego, la expresión venstrehåndsarbeid (literalmente, ‘obra zurda’) significa ‘realizado de forma insatisfactoria’.
El costado izquierdo ha tenido históricamente mala reputación, «no levantarse de la cama con el pie izquierdo» es una de aquellas ínfulas supersticiosas. Existen numerosas referencias bíblicas: el Benoní del Antiguo Testamento, que significa: ‘Hijo de mi dolor, de mi tristeza, de mi siniestra’, cambió su nombre de nacimiento a Benjamín.[cita requerida] En el reino de los cielos, son los elegidos los que están sentados a la diestra de Dios y los condenados a la izquierda,[cita requerida] durante el Juicio Final, y por lo mismo, los zurdos frecuentemente han sido vistos con desconfianza y circunspección por la mayoría diestra paradigmática.
En el mundo islámico, una persona zurda es considerada sucia. Este profundo estigma árabe contra los zurdos, data del periodo preindustrial, cuando el papel era extremadamente raro, en algunas zonas todavía lo es, así como los cantos rodados de superficie lisa, limpia y seca, y el agua suele ser demasiado preciosa como para lavarse las manos. Como una mano es necesaria para limpiarse después de defecar, y como es imposible limpiarla concienzudamente, la mano usada para esta tarea era la izquierda, y juzgaban no apto usarla para nada más, especialmente si se tiene en cuenta que muchos árabes comen sin cubiertos, pizcando directamente con los dedos de la mano derecha, de ollas o fuentes comunales, manteniendo la mano izquierda oculta durante la comida y sin auxiliarse con ella en ningún caso.[cita requerida]
Hasta el día de hoy, es tabú comer con la izquierda. Ofrecer un apretón de manos con la izquierda o saludar con la izquierda puede considerarse un insulto serio. Por este tipo de cosas, se puede considerar que, debido a este tabú, en algunos países árabes los zurdos no son bien vistos.
- En argot, se ha llegado a decir «batea con la izquierda», para referirse a la homosexualidad, o «cigarrillo de mano izquierda» para referirse a la marihuana.[cita requerida]
- Observaciones indicativas de prejuicios banales como: me pone nervioso verte escribir, tienes que coser para el otro lado, me levanté con el pie izquierdo.[cita requerida]
- Los estudios psicológicos sobre los zurdos son muy escasos, solo hay un cierto número de estos estudios patológicos. Ser zurdo no se incluye entre las características, como ser negro, tímido, homosexual, mujer u hombre.

Notablemente, ha habido discriminación negativa en contra de las personas zurdas a lo largo de la historia:
Hasta el final del siglo XX, las monjas católicas en las escuelas elementales de Estados Unidos castigaban a los niños por usar su mano izquierda para manuscribir, típicamente dándoles un golpe con una regla si intentaban agarrar un lápiz con ella.[cita requerida] Un ejemplo de esto son los jugadores de béisbol Lou Gehrig y Babe Ruth.[cita requerida]
Tan recientemente como en los inicios del siglo XX, los profesores de escuela en los Países Bajos forzaban a la escritura diestra (convirtiéndolos así en ambidiestros) a chicos de amanuencia zurda.[cita requerida]. Igualmente, en España, hasta la década de 1960, en los colegios no se permitía que los exámenes de ingreso en el Bachillerato se redactaran con la izquierda, obligando a los niños a ser ambidiestros.[cita requerida]
Esta forma de escribir era frecuentemente e interpretada fantasiosamente como un signo de influencia satánica, y por eso prohibida. Los inuit creen que una persona zurda es un hechicero o un Chamán.[cita requerida]
En la antigua Roma, como ocurre en los ejércitos modernos, también contrariaban a los zurdos. Un muchacho zurdo, formándose para ser legionario debía mantener su mano izquierda en su costado y usar el gladius con la mano derecha. Esto se debe a la necesidad: un soldado invertido, puede interferir la cohesión y el orden de combate.[cita requerida]
En Indonesia, y otras partes del mundo, se considera incorrecto comer o aceptar regalos con la mano izquierda. Una razón descansa en que una persona que come con la zurda, puede tropezar con el que come junto a él (diestro).[cita requerida] Otra razón es que la emplean para asearse en el retrete.[cita requerida]

### Sugerencia lingüística
Algunos zurdos se consideran a sí mismos objeto de prejuicios o discriminación.
La etimología frecuentemente otorga peso al argumento:
- En muchas lenguas europeas, «derecho» se emplea para autoridad y justicia: alemán y neerlandés, recht; francés, droit, español, diestro; en muchos lenguajes eslavos la raíz prav se usa en palabras que portan un sentido de «correcto» o «justo». Se ha identificado a ser diestro con ser hábil: diestro proviene del latín dexter (como dexterity en inglés, o destreza en español); en verdad, el término diestro en lengua española tiene ambos significados, ‘mano derecha’ y ‘hábil’.
- Ciotóg es una palabra irlandesa usada para describir a personas zurdas, que también significa ‘extraño’.
- En tanto, la palabra siniestro, derivada del latín, originalmente ‘izquierdo’, migró a ‘malo’ o ‘desafortunado’, en latín clásico. Sinister viene de sinus, que significa ‘hueco’ o ‘bolsillo’; una toga romana tradicional tenía solamente un bolsillo, colocado en el lado izquierdo para los diestros.[cita requerida]
- Cucho, se dice en algunas partes de España al zurdo, y ducho, al diestro. Estas expresiones tienen origen despectivo hacia los zurdos, ya que cucho es como se designa el estiércol o el abono producido con el mismo, o incluso es un nombre que se aplica al cerdo, mientras que ducho es sinónimo de experto o hábil (véase diccionario de la RAE[23]).
- Zurdo es palabra de origen prerromano, posiblemente vasco, que no significa izquierda (ezker).[cita requerida]
- Ezker es una palabra patrimonial vasca procedente de ez-*ker. Significa en esta lengua ‘la mitad de una mano’.
- Zurdo se encuentra en gallego (man zurda), portugués surro, churro, churdo (‘ruin, vil, sucio’), bearnés: sourrou ('avaro, maleducado') y el euskera zuhur (‘avaro, tacaño’) y zurrun (‘inflexible, pesado’).[cita requerida]
- Maldestre (mal diestro) en catalán quiere decir patoso, pesado, molesto.

Es decir, todos los vocablos que significan zurdo parten de la idea de «grosero» y «torpe». En un afán de vacía y malevolente discriminación, al zurdo no solamente se le supone desgraciado, sino también desmañado y torpe, como demuestran las palabras alemanas para zurdo (links y linkisch, y el adjetivo link), que significan ‘astuto’ o ‘taimado’, mientras que linken significa ‘traicionar’ o ‘engañar’; y el francés gauche (la palabra gacho, también gácho y gachóo, por mediación de la etnia gitana), deriva de gaucher y podría estar en el origen de gaucho.
Como estas palabras son de uso muy antiguo, todo indica que la predominancia de la mano derecha es un fenómeno extremadamente viejo, tan viejo como la misma lateralidad. En portugués, la palabra más antigua para definir a un zurdo, canhoto (pronúnciese «cañoto»), era usada como un nombre del diablo, y canhestro (pronúnciese «cañestro»), una palabra relacionada, significa ‘torpe’.[cita requerida]
Hasta la palabra «ambidextro» refleja prejuicios. Formado del latín ambo y la raíz dext, ‘diestra’: ‘dos derechas’.
Una creencia sugiere que los zurdos son más adaptables, inteligentes o creativos que los diestros: «tener mano izquierda», es un actual dicho positivo en lengua española.
Normalmente, al darse un apretón de manos se utiliza la mano derecha pero los scouts se saludan entre sí con la mano izquierda.[cita requerida] Al estrechar la mano izquierda, el dedo meñique se entrelaza con el otro scout (esto no se da siempre pues en algunos grupos scouts solamente los que pertenecen a La Tribu (véase Tótem) se entrelazan el dedo meñique). El significado de este gesto es doble: Usamos la mano izquierda, que es la más próxima al corazón, y entrelazamos el meñique como símbolo de hermandad y unión.[cita requerida]
La historia del significado de esta manera de saludarse refiere a que: Durante la campaña contra Prempeh, Rey de los Ashanti, Baden-Powell capturó a uno de los jefes. Al rendirse, nuestro Fundador le extendió la mano derecha en señal de amistad. Sin embargo, el jefe Ashanti insistió en darle la mano izquierda, explicando que “solo los más valientes entre los valientes se saludan con la mano izquierda, porque para hacerlo deberían desproveerse de su mayor protección que es su escudo”. (Lord Rowallan en The Boy Scout Movement during the war).
Otra interpretación del saludo se refiere a los caballeros medievales que portaban el escudo con la mano izquierda, es decir que al saludar con esa mano dejaban a un lado el escudo y «confiaban» en la otra persona.[cita requerida]
Brian Morris en un artículo publicado en el Journal of Contemporary History (1970) sugiere que el origen del apretón de mano izquierda adoptado por los boy-scouts fue otra de las ideas que Baden-Powell tomó de Ernest Thompson Seton y su movimiento juvenil de los «Woodcraft Indians». Seton había usado este saludo como práctica usual en las actividades del Movimiento Woodcraft y lo ilustró en uno de sus libros aparecido en 1901 (The Lives of the Hunted) El saludo con la mano izquierda aparece en los escritos de Baden-Powell luego que este comenzara a cartearse con Ernest Thompson Seton, lo cual está excelentemente documentado en el libro biográfico de William Hillcourt (Jefe Mundial de Tropa) titulado Las dos vidas del héroe.

## Lateralidad izquierda, derecha y cruzada

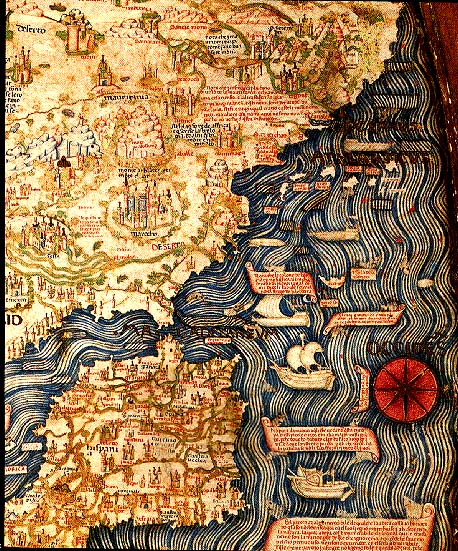
El punto de vista: ¿Nos perturba un mapa "boca abajo"?.

Hoy por hoy, es realmente muy poco lo que se sabe con certeza, y más si lo comparamos con otros campos de la investigación psicológica. Se sabe por ejemplo que los dos hemisferios del cerebro, réplica uno de otro, están implicados en diferentes tipos de actividad. El hemisferio izquierdo más activo en los diestros, está especializado principalmente en los procesos relativos a la inducción, la deducción y el lenguaje, mientras que el hemisferio derecho, nos proporciona las facultades de la visión y la memoria visual, el sentido espacial, la apreciación de la forma y del color y la creatividad.
Quedan sin embargo muchas áreas inexplicadas. Las relaciones anatómicas específicas entre las funciones intelectuales y los grupos de células del cerebro están todavía por definir. Los procesos de la memoria a corto plazo y la memoria a largo plazo, la conciencia del propio «yo», el «subconsciente», el «superyó», la «mente profunda», el lóbulo frontal y la personalidad, las endorfinas y demás neurotransmisores, el pensamiento y la conclusión... por ejemplo, son tan complejos, que es posible que su funcionamiento involucre a la totalidad del cerebro y no solo a regiones determinadas del mismo.[cita requerida]
En la mayoría de los adultos, los centros del habla están situados en el lado izquierdo. No obstante, alrededor de un 15 por ciento de los zurdos y un 2 por ciento de los que usan preferentemente la mano derecha, tienen centros del habla en ambas partes del cerebro. De todos modos, algunos zurdos desarrollan el habla en el hemisferio izquierdo únicamente; menos de la mitad la tienen en la parte derecha. Aun cuando el lado derecho del cerebro controla principalmente el lado izquierdo del cuerpo, y el lado izquierdo del cerebro controla, en gran parte, el lado derecho del cuerpo. El hecho de ser ambidiestro indica que las dos mitades del cerebro no han llegado a estar tan completamente especializadas, como quizás lo están en los individuos homogéneamente diestros (u homogéneamente zurdos). En los niños de corta edad, cada lado del cerebro posee, en potencia, la facultad del habla y del lenguaje. Una lesión en el lado izquierdo en los primeros años de vida, da como resultado el desarrollo de la facultad del lenguaje en el lado derecho del cerebro. El dominio del habla y probablemente también de otras facultades se establece firmemente en uno de los hemisferios hacia los diez años de edad y no puede transmitirse al otro posteriormente.
La diferencia de competencias entre los dos hemisferios cerebrales parece ser exclusiva del ser humano. Se trata simplemente de que las dos mitades del cerebro son complementarias.

### En animales
La simetría puede ser radial, bilateral o aparentemente bilateral. En los animales con simetría bilateral, como los insectos o nosotros mismos, las mitades derecha e izquierda del cuerpo son especulares, aunque no totalmente. En la organización interior subyace cierta asimetría, a la cual se debe que tengamos el hígado en el lado derecho y el estómago en el izquierdo.
Dentro del mundo animal, lo más extendido es la predominancia de la lateralidad derecha, tanto anatómica, como psíquica. La mayoría de conchas de especies de caracol, tanto terrestres como marinos arrollan a dextrosum, es decir, arrollan a derechas, lo cual origina que la inmensa mayoría de cangrejos predadores que introducen su pinza en la concha para extraerlos, sean diestros.
Muchas poblaciones de primates exhiben también una preferencia por una mano. Es común decir que los osos polares son zurdos.[cita requerida]
Esta predominancia lateral se ha especulado a que evolutivamente es muy temprana en las especies, remontándose a los invertebrados que ya presentaban concha, como los moluscos. Al parecer fue debida a la facilidad que tienen las sales de calcio, cargadas eléctricamente, a cristalizar en un determinado contexto que favoreció evolutivamente a los individuos diestros o de simetría de arrollamiento diestra.[cita requerida]

### En humanos
Los estudios muestran que escribir con la mano izquierda no se corresponde necesariamente con una predominancia izquierda absoluta, usando la pierna derecha para patear, por ejemplo, y lo mismo se mantiene en el caso del ojo. Esta condición es más que nada una Lateralidad Cruzada, ya que la repartición de dominancias es alternada y no unificada como sucede con la Lateralidad Homogénea, y puede deberse a un aprendizaje con el uso continuado de herramientas y ejecución de tareas y actividades con una parte del cuerpo y/o mientras se realizan otras con otras partes del cuerpo, simultánea o casi simultáneamente (coordinada/coordinación de extremidades con órganos e intercomunicación-intercoordinación)

#### Influencia en el tráfico
La circulación motorizada por la izquierda, propia de países de tradición británica, se remonta a los coches de caballos. Como la mayoría de los cocheros usaban el látigo con la derecha, se dispuso la circulación por el lado izquierdo de la calzada, para no molestar a los viandantes.[cita requerida]
Se dice que la zurdera de Napoleón Bonaparte contribuyó al sentido del tráfico en el lado derecho de la carretera en la Francia posrevolucionaria. También se cuenta que el gran militar cabalgaba con la espada en su mano izquierda, y que organizó a su caballería de la misma manera. Se supone que esto podría permitir a la caballería atacar por la derecha a sus oponentes.[cita requerida]

## Otras acepciones
- En varios países de América, y en particular en Argentina, Chile, Paraguay y Uruguay, la palabra «zurdo» es también una ínfula trivial para designar a una persona con ideas políticas de izquierda, en general con intención despreciativa; lo equivalente de gauchiste en francés. Por extensión no solo es un término político.

## Información complementaria

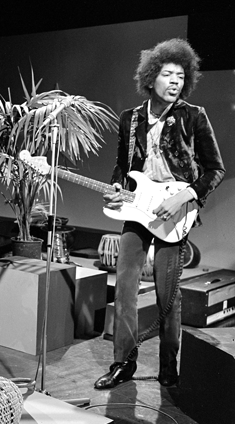
Jimi Hendrix con guitarra eléctrica para diestro, aún no se fabricaban modelos para zurdos en 1967: nótese que el clavijero y los cortes del cuerpo están invertidos.

El Día Internacional de la Zurdera se conmemora cada año el 13 de agosto y tendría al menos dos orígenes: según una hipótesis, se debe a que en la ciudad de Topeka (Kansas), se fundó en 1975 la «Organización Internacional de Personas Zurdas». La otra versión dice que el «Left-Handers Club de Londres» inauguró un almacén de productos el 13 de agosto de 1976 eligiendo esta fecha para dirigir la atención a los mitos y supersticiones sobre los zurdos.
Algunos zurdos reconocidos son: Sylvester Stallone, Vincent van Gogh, Tony Iommi, Jimi Hendrix, Kurt Cobain, Paul McCartney, Leonardo da Vinci, Mozart, Beethoven, Napoleón, Stan Lee, Roger Taylor, Bruce Willis, Tom Cruise, Whoopi Goldberg, Robert De Niro, Aristóteles, Barack Obama, Bill Gates, Justin Bieber, Ringo Starr, Marilyn Monroe, Charles Chaplin, Steven Spielberg, Diego Maradona, Benjamin Franklin, Iker Casillas, Henry Ford, Babe Ruth, Damon Albarn, Gustavo Cerati, Lionel Messi, Keanu Reeves, David Calle, Eminem, Ned Flanders y Lady Gaga entre otros eran y son zurdos.
El caso de Rafael Nadal es particular, ya que la suya es una zurdera inducida y limitada al juego del tenis; para todas las demás actividades, Nadal es diestro, y desarrolló su habilidad con el brazo y mano izquierdas como un modo de ganar ventajas frente a competidores diestros.
Por otra parte, dos investigadores de la Universidad de Northwest realizaron un estudio acerca de la zurdera y llegaron a la conclusión de que el bajo porcentaje de personas zurdas, en torno al 10 % de la población, es el resultado del desequilibrio entre cooperación y competencia en la evolución del ser humano.